# Sinfonia n. 51 (Haydn)
La Sinfonia n. 51 in si bemolle maggiore, Hoboken I / 51, è una sinfonia del compositore austriaco Joseph Haydn, composta nel 1773 o 1774, anche se la data esatta rimane ambigua.
È orchestrata per due oboi, fagotto, due corni (in si bemolle acuto e in mi bemolle) e archi.